# Emily Warren Roebling
Emily Warren Roebling (født 23. september 1843, død 28. februar 1903) var en amerikansk, autodidakt matematiker, bedst kendt for sin indsats ved færdiggørelse af Brooklyn Bridge, New York, USA, og hun var formodentlig den første kvinde i USA, der udførte arbejde som fungerende byggeleder.
Emily Warren blev højt respekteret for sin tilegnede viden omkring materialestyrke, stres-analyser og kabelkonstruktion
Roebling var gift med bygningsingeniøren Washington Roebling, tilsynsførende og  chef for opførelsen af broen.
Under opførelse og tilsyn af broen blev Washington Roebling ramt af trykfaldssyge, hvorefter hustruen videreførte hans arbejde indtil broens færdiggørelse og indvielse i 1883.
Washington Roebling var søn af John A. Roebling, som konstruerede Brooklyn Bridge.

## Ekstern henvisning og kilde
- http://www.asce.org/PPLContent.aspx?id=2147487328 Arkiveret 28. maj 2010 hos  Wayback Machine